# Světlá výška
Světlá výška představuje v technických oblastech, jako jsou stavebnictví, automobilismus, nábytkářství, prakticky využitelnou výšku konstrukce. Jde o svislou vzdálenost mezi nejvyšším bodem dolního okraje a nejnižším bodem horního okraje využitelného prostoru.
Světlá výška podlaží, resp. místnosti je tedy vzdálenost mezi nejvyšším místem podlahy a nejnižším místem stropu. V českém právním řádu pracuje s pojmem světlá výška prováděcí předpis č. 441/2013 Sb., tzv. oceňovací vyhláška. Ta ji definuje takto:
„Světlou výškou podlaží se rozumí svislá vzdálenost mezi horním lícem podlahy a rovinou spodního líce stropu nebo zavěšeného stropního podhledu tohoto podlaží. U trámových stropů s viditelnými trámy se měří po spodní líc podhledu stropu mezi trámy, u stropů klenbových do spodního líce vrcholu klenby. U stropů šikmých se zjišťuje k nejvyššímu bodu zešikmení.“
Světlá výška dveří je vymezena vzdáleností mezi prahem a nejnižším vnitřním bodem zárubně.
U policových dílů nábytku představuje světlá výška vnitřní svislou vzdálenost mezi dvěma policemi, která je využitelná k uložení předmětů.
V automobilovém průmyslu se za světlou výšku (též světlost podvozku) považuje vzdálenost nejnižšího bodu podvozku či karoserie od vozovky, na níž automobil stojí. Měří se při zatížení vozu maximální povolenou užitečnou hmotností.